# Українська спортивна термінологія
Українська спортивна термінологія - сукупність термінів у галузі спорту та фізичної культури, складова частина лексичного складу сучасної української мови. 

## Історія

### Витоки
Корпус спортивної термінології почав активно формуватися в період бурхливого розвитку спорту як соціального явища наприкінці XIX століття. Саме тоді в Європі засновувалися спортивні федерації, формували єдині правила змагань, зароджувалася теорія спортивного тренування. Разом із поширенням спорту з країн Західної Європи в Україну прийшла переважна більшість  спортивних термінів (волейбол, пінг-понг, баскетбол, старт, голкіпер тощо). У першій половині XX століття українська галузева термінологія поповнювалася словами й словосполуками з німецької, англійської, французької, польської, російської, угорської мов (фізкультура, хокей, гонщик, фізрук, рекордсмен тощо).
На початку 1914 у Львові зусиллями «Січового Союзу» вийшов друком перший україномовний вишкільний підручник «Правильник Піхотинців». Цю публікацію напрацювань галицьких парамілітарних січово-стрілецьких організацій можна вважати однією з перших спроб творення української спортивної та військової термінології.

### 20-30-ті роки ХХ ст.
Своєрідним був період 20-х та початку 30-х років XX ст., коли в Україні спостерігалося активне піднесення в царині спортивного термінотворення. Визначальним було прагнення подолати розрив між науковою термінологією і термінологією практики спорту, збільшити частку національних термінів, виробити єдині підходи до словотворення. З'являються такі терміни та словосполуки: відбиванка (волейбол), кошиківка (баскетбол), ситківка (великий теніс), гаківка (хокей), копаний м’яч (футбол), лещетарство (лижний спорт), наколесники (велосипедисти), біжня (бігова доріжка), скок у довжінь (стрибок у довжину), скок у височінь (стрибок у висоту), скічня (трамплін) тощо.
Творцем більшості цих термінів був Іван Боберський (1873-1947) – член Бойової управи УСС та чотар УГА, педагог, організатор, фундатор, теоретик і практик української національної фізичної культури, організатор сокільсько-січового руху, автор підручників з фізичного виховання молоді. Він є автором назви «Пласт» (подібно до англ. «скаутинг»). Він не творив штучної спортивної термінології, механічно калькуючи іншомовні слова, а шукав повного тлумачення невідомих понять. Він вимагав в українській фізичній культурі українського духу й рідного вислову.

### СРСР
У 30-х роках ХХ ст. українські спортивні організації були розпущені, спортивні діячі репресовані, розвиток національного спорту в Україні в цілому загальмовано. Природно, що процес творення і засвоєння української спортивної термінології припинився, на заміну питомим термінам дуже швидко прийшли запозичення та кальки з російської мови.

## Сучасний стан спортивної термінолексики
Переважна частина корпусу сучасної спортивної термінології сформувалася за радянської доби, визначальним соціолінгвістичним фактором якої було домінування російської мови, внаслідок чого окремі деривативні та семантичні моделі термінотворення були скальковані з російських зразків (наприклад, віджимання-відтискання). До екстралінгвальних факторів формування аналізованої термінолексики належить також розвиток власне спорту та фізичної культури, соціокультурна та військово-політична ситуація в суспільстві. 
Із відновленням Україною державної незалежності термінологічні проблеми в галузі фізичної культури не зникли.
Станом на сьогодні, питома лексика в галузі спорту становить 30%, 50% - це запозичення, решта 20% - інтернаціоналізми. Найбільше (42%) термінів походить з англійської мови, по 13% мають французьке та грецьке походження, 4% - німецьке, 3% перське, по 2% термінів запозичнені з італійської, латинської, голланської мов, близько 1,5% термінолексики походить із японської та санскриту, менше ніж 1% слів становлять терміни з португальської, іспанської, норвезької, шведської, ескімоської, китайської, татарської мов.   
Серед спортивних термінів–запозичень є такі, що походять з декількох мов. Наприклад, аквабол (з латинської мови aqva – вода й англійської ball – м’яч); скейтодром (з англійської skat від skate – кататися, ковзатися і грецької drom від dromos – місце для бігу). 
Удосконалення спортивних назв вимагає взаємодії інтернаціональних та національних компонентів, оскільки однією з принципових засад термінотворення є намагання дбати про національне вираження термінів і водночас не виривати українську спортивну термінологію з міжнародного контексту.